# Mt. Helium
Mt. Helium fue una banda estadounidense de rock alternativo formada en Los Ángeles, California, antes conocida como The Apex Theory. La banda publicó dos álbumes de estudio y tres EP.

## Historia
The Apex Theory fue formada en 1999 por músicos de ascendencia armenia Ontronik Khachaturian, Art Karamian y David Hakopyan. Ontronik y David habían estado previamente en la banda Soil (System of a Down).  El batería Sammy J. Watson se unió al grupo después de haber sido incapaces de encontrar un batería comprometido. El grupo graba su primer EP, Extendemo, en el año 2000. En los siguientes años, firman con DreamWorks Records, lanzando su segundo EP, The Apex Theory el 9 de octubre de 2001. La banda actúa  en el escenario principal del festival Warped Tour durante el año 2001, y como segundas cabezas de cartel en el MTV2 tour de 2002.
El 2 de abril de 2002, el grupo publica su álbum debut, Topsy-Turvy. Alcanzó el puesto 6 en el Billboard gráfico y el puesto 157 en el Billboard 200. Meses después de la salida del álbum, Khachaturian abandona la banda, y deciden buscar un nuevo vocalista antes de decidir que Karamian se hiciese cargo del puesto como vocalista del grupo. El grupo publica un nuevo EP en 2004 llamado inthatskyissomethingwatching. Después de cambiar su nombre a Mt. Helium, publican su segundo álbum,[Faces [(Mt. Helium album) | Faces ]]como descarga digital el 3 de junio de 2008.

## Género
El estilo de Mt. Helium's ha sido etiquetado como rock alternativo. El exvocalista Ontronik Khachaturian describe el sonido de la banda como "Heavy Mediterranean groove". La escritora Sonia Sutherland del Michigan Daily escribió que "The Apex Theory combina una fuerte percusión, guitarras melódicas y dulce voz que proporciona un mensaje divertido y emocional." El estilo musical de la banda está influenciado por el Mediterráneo, Oriente Medio y el Oriente Próximo.
El escritor Jon Wiederhorn de MTV News escribió que "Apex Theory es una música multi-textura [...] que combina metal, rock progresivo, música mediterránea y jazz incluso. Y un ritmo descentrado, sonidos de tambores, guitarras y voces agresivas como en la canción 'Shhh ... (Hope Diggy)' son una pequeña perfecta muestra para el álbum debut de la banda.

## Integrantes

### Miembros actuales
- Art Karamian — guitarra, vocalista[10]
- David Hakopyan — bajo[4]
- Sammy J. Watson — batería[4]

### Miembros antiguos
- Ontronik Khachaturian  — vocalista[9] (1999–2002)

## Discografía
Álbumes de estudio
- Topsy-Turvy (2002)
- Faces (2008)

EP
- Extendemo (2000)
- The Apex Theory (EP) (2001)
- inthatskyissomethingwatching (2004)
- Lightpost (2007)